# Clapton-on-the-Hill
Clapton-on-the-Hill – wieś i civil parish w Anglii, w Gloucestershire, w dystrykcie Cotswold. W 2011 civil parish liczyła 124 mieszkańców.